# MIRACLE (第三代J Soul Brothers專輯)
《MIRACLE》（奇蹟）是日本演唱團體第三代J Soul Brothers的第3張原創專輯。2013年1月1日發行，唱片公司為rhythm zone。

## 概要
- 與上一張專輯《TRIBAL SOUL》相距約1年。
- 收錄第6張單曲《Go my way》至第8張單曲《Powder Snow ～永無止境的冬季～》6首A面曲及2首B面曲。
- 新曲《LOOK @ US NOW!》是ABC-MART「Real Boots Collection」電視廣告歌曲。
- 新曲《Dynamite》是ABC-MART「stefanorossi」電視廣告歌曲。
- 新曲《愛上妳的眼眸 -Can't Take My Eyes Off You-》是第三代J Soul Brothers第1首翻唱歌曲，原唱者為弗蘭基·瓦利。
- 本作分「初回限定盤A（CD+DVD+Live DVD）」、「初回限定盤B（CD+DVD）」和「CD盤」3種版本
- 「初回限定盤」收錄了「Go my way」、「花火」、「Powder Snow ～永無止境的冬季～」、「LOOK @ US NOW!」的Music Video和製作花絮（Making），以及演唱會《第三代 J Soul Brothers LIVE TOUR 2012 "0〜ZERO〜"》的片段
- 在2013年1月7日、14日於公信榜專輯週排行榜取得第1位，成為第三代J Soul Brothers出道以來首張公信榜每周銷量排名第1的專輯。

## 收錄內容

### CD
1. LET'S PARTY
（作詞：michico、作曲：T.Kura / michico、編曲：T.Kura）
7th單曲、MBS電視劇《戰國BASARA -MOONLIGHT PARTY-》主題曲
2. FLAP YOUR WINGS
（作詞：ArikA、作曲：BACHLOGIC / FAST LANE / JOVEEK MURPHY）
8th單曲、ABC-MART「VANS BOOTS SNEAKER」電視廣告歌曲
《Powder Snow ～永無止境的冬季～》B面曲
3. Go my way
（作詞：ArikA、作曲：BACHLOGIC / ERIK LIDBOM / FAST LANE）
6th單曲、GREE「聖戰Cerberus」電視廣告歌曲
4. Kiss You Tonight
（作詞：Kenn Kato、作曲：Jeff Miyahara / Erik Lidbom（英语：Erik Lidbom）、編曲：Erik Lidbom）
7th單曲、劇集《結婚同窗會 〜SEASIDE LOVE〜》主題曲
5. 花火
（作詞：小竹正人、作曲：Hiroki Sagawa from Asiatic Orchestra（Vanir）、編曲：中野雄太）
7th單曲、朝日電視台節目《お願い!ランキング》2012年8月度片尾曲
6. TURNING BACK
（作詞：miyakei、作曲：DAICHI / Kinboom、編曲：Kinboom）
7. Love changes everything
（作詞：藤林聖子、作曲・編曲：浅田将明）
8. 最後的櫻花（最後のサクラ）
（作詞：小竹正人、作曲：林田裕一）
6th單曲
《Go my way》B面曲
9. Powder Snow ～永無止境的冬季～（Powder Snow 〜永遠に終わらない冬〜）
（作詞：小竹正人、作曲：Daisuke Kahara / SHIKATA、編曲：Daisuke Kahara）
8th單曲、朝日電視台節目《お願い!ランキング》2012年11月度片尾曲、ABC-MART「stefanorossi」電視廣告歌曲
10. LOOK @ US NOW!
（作詞：michico、作曲：T.Kura / michico、編曲：T.Kura）
ABC-MART「Real Boots Collection」電視廣告歌曲
11. Be alright
（作詞：michico、作曲：T.Kura / michico、編曲：T.Kura）
12. Dynamite
（作詞：P.O.S.、作曲：BACHLOGIC / Mats Lie Skare / JEFF MIYAHARA）
ABC-MART「stefanorossi」電視廣告歌曲
13. （YOU SHINE）THE WORLD
（作詞・作曲：STY / Andy Love / Marcus Winter-John / Daniel Obi Klein、編曲：Daniel Obi Klein）
7th單曲、ABC-MART「夏季涼鞋博覽會」電視廣告歌曲
14. 愛上妳的眼眸 -Can't Take My Eyes Off You-（君の瞳に恋してる -Can't Take My Eyes Off You-）
（作詞・作曲：Bob Crewe / Bob Gaudio、編曲・ヴォーカルアレンジ：中野雄太、ヴォーカルアレンジ：和田昌哉）

### DVD

#### Disc 1
1. Go my way（Music Video）
2. 花火（Music Video）
3. Powder Snow ～永無止境的冬季～（Music Video）
4. LOOK @ US NOW!（Music Video）
5. Go my way（Making）
6. 花火（Making）
7. Powder Snow ～永無止境的冬季～（Making）

#### Disc 2
三代目J Soul Brothers LIVE TOUR 2012 0〜ZERO〜
1. Opening
2. LET'S PARTY
3. 1st Place
4. FIELD OF DREAMS
5. Kiss You Tonight
6. Always
7. LOVE SONG
8. SOUTHSIDE
9. Best Friend's Girl
10. On Your Mark〜奇蹟之光〜
11. Go my way
12. 最後的櫻花
13. 花火
14. 反覆掙扎
15. Powder Snow ～永無止境的冬季～
16. LOOK @ US NOW!
17. GENERATION -next- / 三代目J Soul Brothers + GENERATIONS from EXILE TRIBE
18. （YOU SHINE）THE WORLD
19. FIGHTERS
20. On The Road ～夢的途中～
21. Feel The Soul
22. I Can Do It
23. 24karats Medley -0〜ZERO〜 Ver.- [ENCORE]
24. 新時代 [ENCORE]

## 備註
1. ↑  三代目J Soul Brothers、アルバム初首位
2. ↑  3代目JSB＆EXILE、“一族”でアルバム1・2位独占
3. ↑  2013年01月のCDアルバム月間ランキング
4. ↑  オリコン2013年上半期CD&DVDランキング アルバムTOP50
5. ↑  日本レコード協会調べ 2013年3月度ゴールドディスク認定作品